# Núbia Óliver
Núbia Cássia Ferreira de Oliveira mais conhecida como Núbia Óliiver (Uberaba, 24 de novembro de 1973) é uma apresentadora, modelo e empresária  Hoje, Núbia colhe frutos de sua extensa e diversificada carreira. Continua fotografando, participando de eventos como presença vip, programas de tv etc. Cuida integralmente de suas redes sociais e plataformas de conteúdo adulto. Com uma forma física invejável, segue aproveitando o que considera sua melhor fase mental e espiritual, ainda se dedicando ao lado empresarial, no ramo agronegócios e imóveis! E mãe em tempo integral cuidando do seu maior tesouro, sua filha Anne!

## Carreira
Nascida em uma família humilde de Uberaba, interior de Minas Gerais, Núbia saiu de casa em 1992, aos 18 anos, para trabalhar como modelo na capital paulista. Em 1993 ganhou destaque ao vencer o concurso de beleza Concurso Pantera. Estreou na televisão em 1994 como assistente de palco do Papo Sério, apresentado por Lolita Rodrigues na Rede Manchete. Em 1995 foi uma das "Garota Fantástico", que faziam a abertura do Fantástico. Ainda em 1995 estreou como atriz, como a dançarina Mimi em Tocaia Grande, na Rede Manchete, e, em 1996, interpretou a meretriz Rosaura em Dona Anja, no SBT. Entre 1999 e 2001 ganhou repercussão como musa da Banheira do Gugu.
Em 2001 participou da primeira edição reality show Casa dos Artistas. Deixou a carreira em 2001 após se casar, retornando apenas em 2007 como repórter do Atualíssima, da Band. Na sequência apresentou o programa de saúde sexual Sexy Daily, na TVA.

## Vida pessoal
Núbia é publicamente bissexual. Revelou ter feito dois abortos, em 1991 e 1993, estimulada por seu primeiro namorado que não queria filhos. Na década de 1990 teve breves relacionamentos com os jogadores de futebol Edmundo, Alex Silva e Vampeta.
Entre 2000 e 2004 foi casada com o empresário Caco Abaete, com quem teve uma filha, Anne, nascida em 4 de junho de 2004. Em 2007 se casou com o empresário Paulo Santana, com quem ficou até 12 de janeiro de 2016, quando ele faleceu de insuficiência renal. A morte do marido a fez desenvolver depressão e síndrome do pânico, tendo tentado suicídio na época. Em 2016, foi diagnosticada com câncer de intestino, tendo se curado.
Em 2021 foi acusada de aliciar mulheres para uma quadrilha de tráfico internacional de pessoas. Em 2023 após longa investigação o processo em relação a ela foi arquivado sem qualquer denúncia.

## Filmografia

### Televisão
| Ano     | Programa             | Função              | Notas                     |
| ------- | -------------------- | ------------------- | ------------------------- |
| 1994    | Papo Sério           | Assistente de palco |                           |
| 1995    | Fantástico           | Bailarina           | Quadro: Garota Fantástico |
| 1995    | Tocaia Grande        | Mimi                |                           |
| 1996    | Dona Anja            | Rosaura             |                           |
| 1999    | Domingo Legal        | Assistente de palco | Quadro: Banheira do Gugu  |
| 2001    | Casa dos Artistas    | Participante        | Temporada 1               |
| 2007–08 | Atualíssima          | Repórter            |                           |
| 2009–15 | Sexy Daily           | Apresentadora       |                           |
| 2017    | Casa das Pimentinhas | Apresentadora       |                           |